# TSTD3
TSTD3 (англ. Thiosulfate sulfurtransferase (rhodanese)-like domain containing 3) – білок, який кодується однойменним геном, розташованим у людей на 6-й хромосомі. Довжина поліпептидного ланцюга білка становить 97 амінокислот, а молекулярна маса — 11 268.
| 10         |  | 20         |  | 30         |  | 40         |  | 50         |
| ---------- |  | ---------- |  | ---------- |  | ---------- |  | ---------- |
| MKIEKCGWSE |  | GLTSIKGNCH |  | NFYTAISKDV |  | TYKELKNLLN |  | SKNIMLIDVR |
| EIWEILEYQK |  | IPESINVPLD |  | EVGEALQMNP |  | RDFKEKYNEV |  | KPSKSDS    |

A: Аланін

C: Цистеїн

D: Аспарагінова кислота

E: Глутамінова кислота

F: Фенілаланін

G: Гліцин

H: Гістидин

I: Ізолейцин

K: Лізин

L: Лейцин

M: Метіонін

N: Аспарагін

P: Пролін

Q: Глутамін

R: Аргінін

S: Серин

T: Треонін

V: Валін

W: Триптофан